# (8702) Nakanishi
(8702) Nakanishi (1993 VX3) – planetoida z pasa głównego asteroid okrążająca Słońce w ciągu 3,29 lat w średniej odległości 2,21 au. Odkryta 14 listopada 1993 roku.